# Paula Demmler
Paula Demmler, bis 1914 Paula Barthold (* 1. Februar 1891 in Mönchengladbach; † 15. September 1959 in Düsseldorf), war eine deutsche Landschaftsmalerin der Düsseldorfer Schule.

## Leben
Paula Demmler, Tochter des Düsseldorfer Apothekers Johannes Barthold, lebte mit ihrem Ehemann, dem Maler Willy Hugo Demmler, in Düsseldorf. Sie malte unter anderem Landschaften des Niederrheins. Ihre Arbeiten zeigen Tendenzen zur Neuen Sachlichkeit und eine Nähe zu dem Stil des Malers Theo Champion.
In der Zeit des Nationalsozialismus war sie obligatorisch Mitglied der Reichskammer der bildenden Künste. Für diese Zeit ist ihre Teilnahme an sieben großen Gruppenausstellungen sicher belegt.